# Non compleanno

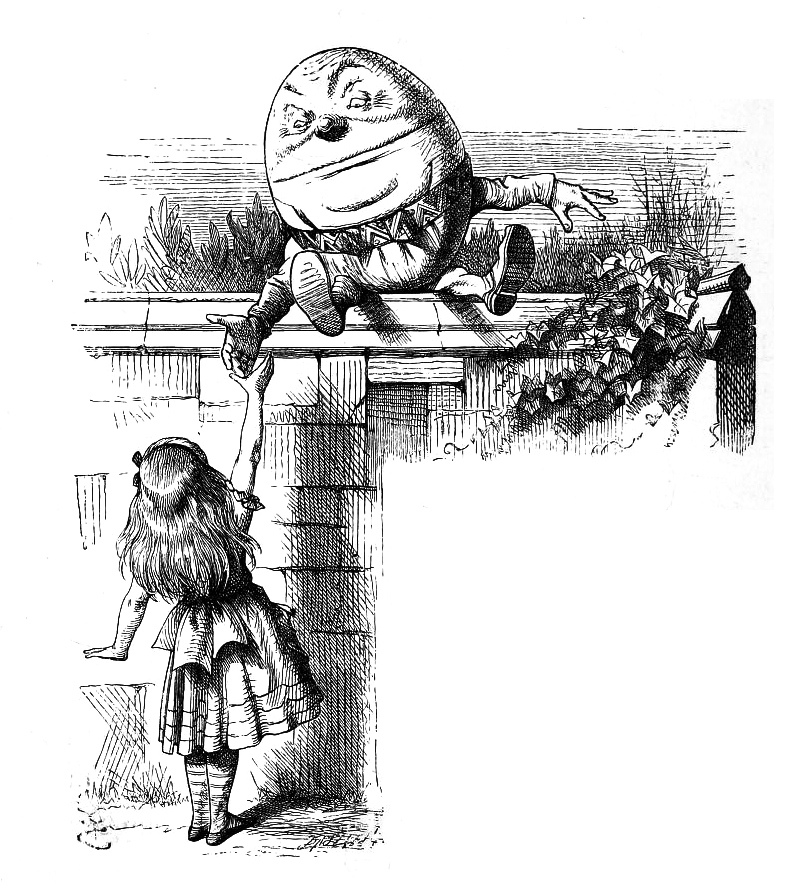
Humpty Dumpty spiega ad Alice di aver ricevuto la cravatta come dono ingenetliaco in occasione di un suo non compleanno (illustrazione di John Tenniel)

Il non compleanno (unbirthday, nell'originale inglese) è un neologismo ideato dallo scrittore inglese Lewis Carroll nel suo romanzo Attraverso lo specchio e quel che Alice vi trovò. Nel romanzo indica una ricorrenza che cade ogni giorno dell'anno escluso, appunto, quello del compleanno; viene usato per la prima volta quando il personaggio di Humpty Dumpty (Unto Dunto) spiega ad Alice la possibilità di ricevere doni "ingenetliaci" 364 giorni all'anno, contro la possibilità di ricevere doni "genetliaci" un giorno solo dell'anno.
Il brano A Very Merry Unbirthday to You! ("Un buon non compleanno") è cantato dal Cappellaio Matto ed il Leprotto Bisestile nel film Alice nel paese delle meraviglie del 1951. Si trova poi come soggetto di Walt Disney's Unbirthday Party with Alice in Wonderland, realizzato dalla Disney lo stesso anno. Nel film Alice in Wonderland il "non compleanno" viene festeggiato dalla Lepre Marzolina, dal Cappellaio Matto e dal Ghiro.

## Influenze culturali
- Pogo ha inciso il brano UnBirthday nell'album Wonderland.
- Nella serie televisiva C'era una volta, quando Tremotino dona un filtro al futuro Grillo Parlante per liberarsi dei suoi genitori truffatori, gli dice che può servirlo in diversi modi, compreso metterlo sulla torta di "non compleanno".